# 京都府道363号宮ノ辻神吉線
京都府道363号宮ノ辻神吉線（きょうとふどう363ごう みやのつじかみよしせん）は、京都府京都市右京区から南丹市に至る一般府道である。

## 概要
京都市右京区京北細野町から南丹市八木町神吉に至る。山間部を細野川に沿って走る。

### 路線データ
- 起点：京都市右京区京北細野町（国道162号交点）
- 終点：南丹市八木町神吉（国道477号交点）

## 路線状況

### バイパス
- 京都市右京区京北細野町

### 重複区間
- 京都府道362号愛宕弓槻線（京都市右京区京北細野町）

### 道路施設

#### 橋梁
- 鍛冶屋橋（細野川、京都市右京区）

## 地理

### 通過する自治体
- 京都府
  - 京都市（右京区） - 南丹市

### 交差する道路
| 交差する道路                         | 市町村名 | 市町村名 | 交差する場所 | 交差する場所 |
| ------------------------------------ | -------- | -------- | ------------ | ------------ |
| 国道162号 / 周山街道                 | 京都市   | 右京区   | 京北細野町   | 起点         |
| 京都府道362号愛宕弓槻線 重複区間起点 | 京都市   | 右京区   | 京北細野町   |              |
| 京都府道362号愛宕弓槻線 重複区間終点 | 京都市   | 右京区   | 京北細野町   |              |
| 国道477号                            | 南丹市   | 南丹市   | 八木町神吉   | 終点         |

### 沿線
- 細野簡易郵便局
- 京都市立細野保育所
- 薬師寺
- 長野大神宮社
- 小林寺